# Ostilio Ricci
Ostilio Ricci da Fermo (1540–1603) là một nhà toán học Ý.

## Tiểu sử
Cậu đã được  giáo dục như một cậu bé phục vụ người có tươc vị cho Công tước xứ Tuscany Cosimo I, do đó, năm 1586  đã trở thành một giảng viên toán học tại Trường Đại công tước Francesco I de' Medicia.
Ông cũng là một người đọc toán học đầu tiên trong nghiên cứu Pisan, lúc đó là người Florence. Tại Florence, ông cũng dạy hình học cho nhiều họa sĩ học sinh và các họa sĩ tương lai, bao gồm cả Giorgio Vasari.